# Polybotrya crassirhizoma
Polybotrya crassirhizoma là một loài thực vật có mạch trong họ Dryopteridaceae. Loài này được Lellinger miêu tả khoa học đầu tiên năm 1972.